# José Jesús de la Llave Rabanal
José Jesús de la Llave Rabanal (1813 - 1888 el 24 de febrero en Madrid) fue un arquitecto español. Fue uno de los primeros directores de la Escuela Técnica Superior de Arquitectura de Madrid Fue uno de los primeros en promover el denominado Plan La Llave sobre la "Instrucción sobre la educación de ingenieros y arquitectos". Esta propuesta de reforma de la enseñanza de la arquitectura en España promoviendo un contenido más técnico nunca fue puesto en vigor. José Jesús fue director de la Escuela hasta 1888.

## Biografía
Obtiene el título de Arquitecto por la Real Academia de San Fernando en 1839, se dedica a la investigación en temas docentes de arquitectura e ingeniería. en la Escuela enseña Mecánica Racional y aplicada a la construcción y máquinas. En el año 1841 presenta ante el ministro de Fomento su "Instrucción sobre la educación de Ingenieros y Arquitectos" en la que estructura los estudios de ingeniería y arquitectura en un curriculum de cinco años. Finalmente, el plan no fue implantado.